# Eliica

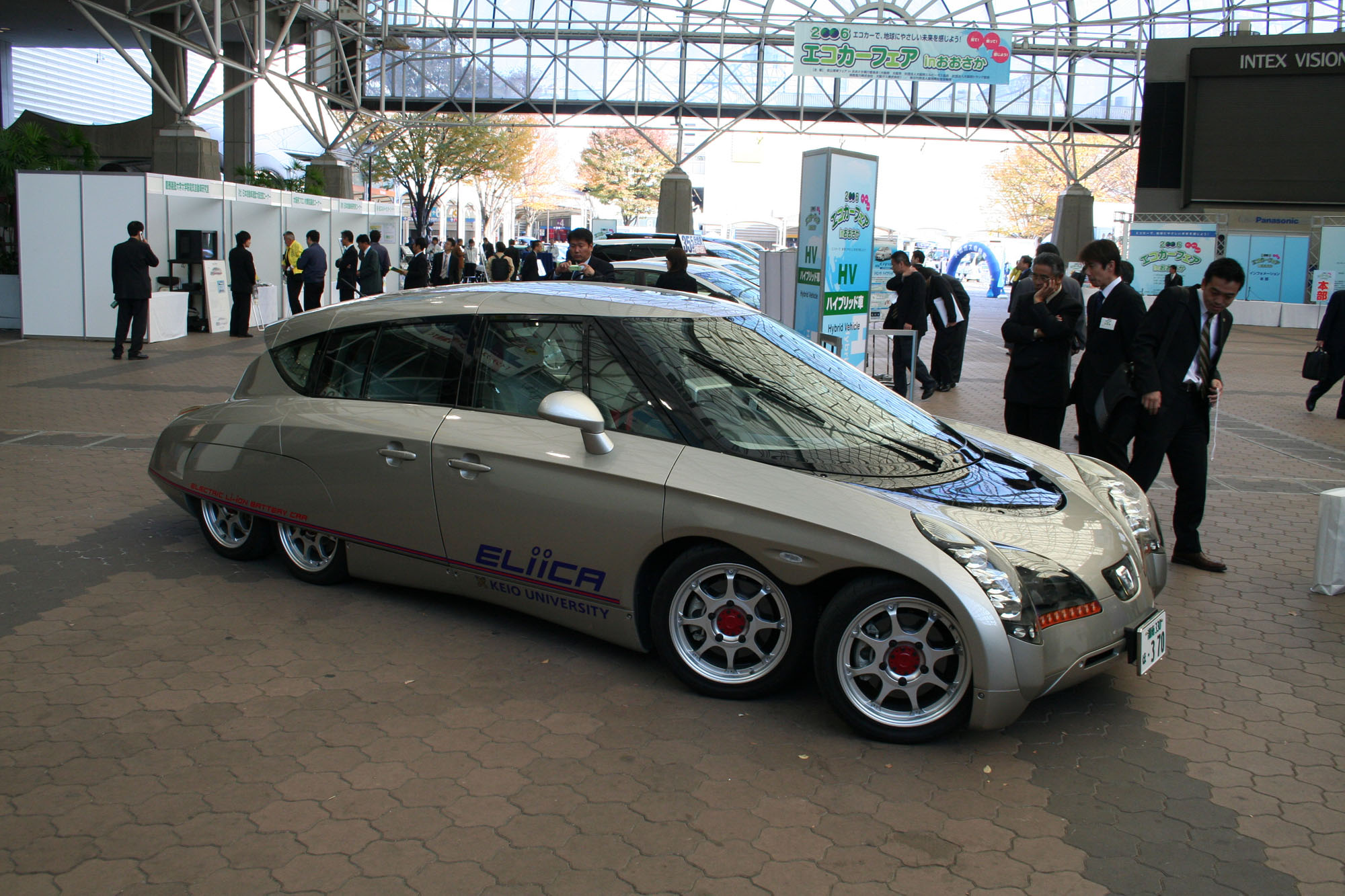
Eliica, Hirosi Simizu nyolckerekű elektromos járműve

Az Eliica (teljes nevén Electric Lithium-Ion Car) egy akkumulátoros elektromos jármű prototípus, illetve tanulmánymautó, amit a Hiroshi Shimizu professzor által vezetett csapat tervezett a Keio University-n, Tokióban. Az autó 5,1 méter hosszú (16,7 láb), lítiumion-akkumulátor hajtja, és négy másodperc alatt gyorsul 0–100 km/h (60 mph) sebességre. 2004-ben az Eliica elérte a 370 km/h (230 mph) sebességet Olaszországban, a Nardo High Speed Track-en. A tervező csapat célja a 400 km/h (250 mph) sebesség túllépése, megdöntve azzal a mai, utakon is legálisan használható, benzinmeghajtású jármű által tartott rekordot.
Az Eliica tömege 2400 kg (5291 lbs), és egy vezető valamint további három utas számára van benne hely. A négy ajtós autó teste futurisztikus, lövedék alakú, szélcsatornában tesztelt. Az első ajtók előre nyílnak, a hátsó ajtók pedig felfelé, mint a szárnyak. Az autó alvázán helyezkedik el 4 csoportban a 80 db akkumulátor, ami a jármű költségének egyharmadát adja. Jelenleg az üres akkumulátorok teljes feltöltése mintegy 10 órába telik.
Az autónak nyolc kereke van a jobb tapadás, illetve jobb úttartás érdekében. A négy első kerék mindegyike kormányozott. Mind a nyolc kereket külön-külön egy-egy 60 kW (80 hp) teljesítményű elektromotor hajtja, ezáltal az autó összteljesítménye 480 kW (640 hp). Az elektromotoroknak köszönhetően az Eliica gyorsulása - a hagyományos sebességváltóktól eltérően - fokozatmentesen egyenletes. A kerekek mindegyike tárcsafékkel szerelt, és tartalmaz egy energia-visszanyerő rendszert.
2005-ig az Eliica két verzióját készítették el: egy Speed modellt (csúcssebességre) és egy Acceleration modellt (csúcsgyorsulásra). A Speed modell célja a benzin alapú 370 km/h (230 mph) sebességrekord megdöntése, melyet egy 200 km-es (125 mérföld) pályán kell elérni. Az Acceleration modellt már utcai használatra tervezték 190 km/h (118 mph) csúcssebességgel és 320 km (200 mérföld) hatótávolsággal.
A fejlesztés becsült költsége a 320 000 USD-t meghaladta. Amint a csapat megfelelő támogatást kap, legalább 200 db gyártását tervezik. 2007 elején az autó tervezett ára mintegy 30 000 000 JPY (kb. 255 000 USD, kb. 49 millió Ft) volt.
2005. december 19-én Junichiro Koizumi japán miniszterelnök tesztelte a járművet egy tízperces úton, a parlament felé. 2006-ban Shintaro Ishihara, Tokió kormányzója, sőt, a trónörökös, Naruhito is tesztelte.